# Paul Julius Möbius
Paul Julius Möbius (ur. 24 stycznia 1853 w Lipsku, zm. 8 stycznia 1907 w Lipsku) – niemiecki lekarz neurolog.
Paul Julius Möbius urodził się w Lipsku w 1853 roku. Zanim podjął studia medyczne, studiował filozofię i teologię na Uniwersytecie w Lipsku, Uniwersytecie w Jenie i Uniwersytecie Filipa w Marburgu.
Większość swojej kariery medycznej spędził w Lipsku, gdzie pracował w klinice i prowadził prywatną praktykę. Na początku lat 80. XIX wieku był asystentem Adolpha Strümplla w tamtejszej polikliniki. Pozostawił wiele artykułów i monografii na temat neurologii i endokrynologii, był też przez wiele lat redaktorem „Schmidt's Jahrbücher für die gesammte Medicin”.
Jego studia filozoficzne i teologiczne miały ogromny wpływ na późniejszą pracę. Efektem tego była m.in. praca Über den physiologischen Schwachsinn des Weibes (O umysłowym i moralnym niedorozwoju kobiety) z 1900 roku. Zmarł z powodu nowotworu żuchwy. 

## Wybrane prace
- Grundriss des deutschen Militärsanitätswesens. Leipzig, 1878.
- Über hereditäre Nervenkrankheiten. Leipzig, 1879.
- Das Nervensystem des Menschen. Leipzig, 1880.
- Die Nervosität. Leipzig, 1882
- Über angeborene Facialis-Abducenslähmung. Münchener mediznische Wochenschrift, 1888.
- Ueber das Pathologische bei Goethe (1898)
- Über den physiologischen Schwachsinn des Weibes. Halle, 1900
  - O umysłowym i moralnym niedorozwoju kobiety. Kraków: Gebethner i Wolff, 1937
- Beiträge zur Lehre von den Geschlechtsunterschieden. Halle, 1903-1904.
- Im Grenzlande. Aufsätze über Sachen des Glaubens. Leipzig, 1905.